# Tomislav Marković
Pour les articles homonymes, voir Marković.
 Tomislav Marković (né le 31 janvier 1986) est un gymnaste croate, spécialiste du sol.
Son club est celui d'Osijek.